# Nick Pupillo
Nicholas „Nick“ Pupillo (* 11. November 1992 in Addison, Illinois) ist ein professioneller US-amerikanischer Pokerspieler. Er stand Mitte des Jahres 2021 für 3 Wochen auf Platz eins der Pokerweltrangliste und gewann 2023 ein Bracelet bei der World Series of Poker.

## Persönliches
Pupillo arbeitete vor seiner Pokerkarriere als Einzelhändler. Er lebt in Gilbert im US-Bundesstaat Arizona.

## Pokerkarriere
Seine erste Geldplatzierung bei einem Live-Turnier erzielte Pupillo Anfang März 2013 in Hammond im US-Bundesstaat Indiana. Ende Juni 2014 war er erstmals bei einem Turnier der World Series of Poker (WSOP) im Rio All-Suite Hotel and Casino am Las Vegas Strip erfolgreich. Dort belegte er beim in der Variante No Limit Hold’em gespielten Monster-Stack-Event den 12. Platz und erhielt rund 100.000 US-Dollar Preisgeld. Seine ersten drei Turniersiege fuhr der Amerikaner im November 2014 bei Events im Caesars Palace und Venetian Resort Hotel am Las Vegas Strip sowie im Seminole Hard Rock Hotel & Casino in Hollywood, Florida, ein. Im Mai 2015 entschied er das Main Event der Heartland Poker Tour in Chicago für sich und sicherte sich eine Siegprämie von über 120.000 US-Dollar. Das Eröffnungsturnier der Borgata Poker Open in Atlantic City beendete er Anfang September 2017 als Zweiter, was ihm knapp 220.000 US-Dollar einbrachte. Mitte desselben Monats gewann Pupillo in Lincoln das Main Event des WSOP-Circuits mit einem Hauptpreis von rund 170.000 US-Dollar. Beim Main Event des WSOP-Circuits in Hammond belegte er Mitte Oktober 2018 den mit mehr als 185.000 US-Dollar dotierten zweiten Platz. Mitte Februar 2019 setzte sich der Amerikaner in Black Hawk erneut beim Main Event der Heartland Poker Tour durch, wofür er knapp 200.000 US-Dollar erhielt. Beim Main Event der World Poker Tour (WPT) in Durant erreichte Pupillo Ende Mai 2019 den Finaltisch, den er auf dem mit knapp 180.000 US-Dollar prämierten dritten Rang beendete. Mitte September 2019 wurde er beim WPT-Main-Event in Atlantic City Siebter und erhielt rund 100.000 US-Dollar. Der Amerikaner erzielte im Kalenderjahr 2019 insgesamt 15 Finaltische, weshalb ihn das Card Player Magazine am Jahresende als „König der mittelgroßen Pokerturniere“ bezeichnete. Im Januar 2020 saß der Amerikaner beim Main Event der Aussie Millions Poker Championship in Melbourne am Finaltisch und belegte den mit knapp 180.000 Australischen Dollar dotierten achten Platz. Im Juli 2021 setzte er sich aufgrund seiner in den letzten drei Jahren erzielten Turnierresultate erstmals an die Spitze der Pokerweltrangliste und hielt den Platz für 3 Wochen. Bei der mittlerweile im Horseshoe Las Vegas und Paris Las Vegas ausgespielten WSOP 2023 gewann Pupillo ein Event in Mixed Limit Triple Draw Lowball und erhielt ein Bracelet sowie mehr als 180.000 US-Dollar.
Insgesamt hat sich Pupillo mit Poker bei Live-Turnieren mehr als 5 Millionen US-Dollar erspielt.